# Phrurolithus pipensis
Phrurolithus pipensis là một loài nhện trong họ Phrurolithidae.
Loài này thuộc chi Phrurolithus. Phrurolithus pipensis được miêu tả năm 1945 bởi Muma.